# Aloísio Classmann
Aloísio Talso Classmann (Campo Novo, 4 de maio de 1956) é um comerciante, agricultor e político brasileiro, atualmente filiado ao União Brasil (UNIÃO).

## Biografia
Nascido em Campo Novo, Classmann trabalhou na agricultura e no comércio. Iniciou sua vida pública aos 19 anos, em 1976, quando foi eleito vereador de São Martinho. Permaneceu no cargo por três mandatos consecutivos, filiado inicialmente à ARENA (1977-1981) e posteriormente ao PDS (1981-1985 e 1985-1989).
Após os mandatos como vereador, foi eleito prefeito de São Martinho pelo PDS, exercendo o cargo entre 1989 e 1992.

## Deputado estadual
Em 1994, Aloísio Classmann foi eleito deputado estadual pelo PTB para a 49ª legislatura (1995-1999), iniciando sua longa trajetória no parlamento gaúcho. Desde então, foi reeleito consecutivamente para todos os mandatos subsequentes: 50ª (1999-2003), 51ª (2003-2007), 52ª (2007-2011), 53ª (2011-2015), 54ª (2015-2019), 55ª (2019-2023) e 56ª (2023-2027).
Em 2010, durante a 52ª legislatura, Aloísio Classmann foi um dos 36 deputados estaduais que votaram a favor do aumento de 73% nos próprios salários. O fato gerou grande repercussão negativa e inspirou a música "Gangue da Matriz", do músico Tonho Crocco, que criticava nominalmente os parlamentares favoráveis ao reajuste. O então presidente da Assembleia, Giovani Cherini, chegou a entrar com uma representação criminal contra o músico por crime contra a honra, mas posteriormente pediu o arquivamento do processo. O caso foi arquivado pela justiça.
Classmann também se destacou como líder de bancada por muitos anos. Foi líder da bancada do PTB e, após a sua saída do partido, filiou-se ao União Brasil, tornando-se líder novamente, mas agora da bancada do UNIÃO na Assembleia Legislativa.